# Argumentum ad misericordiam
Позив на сажаљење (такође названо argumentum ad misericordiam) је заблуда у којој се неко неправилно позива на сажаљење или слична осећања попут емпатије, као метод убеђивања некога да се сложи са закључком. То је специфична врста апела на емоције. Ова заблуда се може десити на два начина: 1) када позив на сажаљење (или сличну емоцију) нема никакве везе са самом поентом аргумента, или 2) када је емоционални позив преувеличан или прекомерни у поређењу са ситуацијом о којој се расправља. Нису сви апели на сажаљење логичке грешке. Када су осећања сажаљења директно повезана са закључком и логички поткрепљују аргумент, она могу бити разумна. На пример, апеловање на сажаљење када се тражи помоћ.

## Примери
- „Мора да сте ми погрешно оценили испит. Недељама сам се јако трудио, баш зато што сам знао да ми каријера зависи од добре оцене. Ако ми дате лошу оцену, пропао сам!“
- „Даме и господо поротници, погледајте овог јадног човека, у инвалидским колицима, неспособног да користи ноге. Да ли би такав човек заиста могао бити крив за проневеру?“

## Белешке
1. ↑  „RHETORIC Fallacies” (PDF). Приступљено 2025-03-14.
2. ↑  „Supplement: A Summary of the Fallacies”. global.oup.com. Приступљено 2025-03-14.
3. 1 2  Archie, Lee C (2013-05-20). „Argumentum ad Misericordiam”. Philosophy Home Page. Приступљено 2025-03-14.